# Colnago-CSF Inox/Saison 2010
Dieser Artikel listet Erfolge und Mannschaft des Radsportteams Colnago-CSF Inox in der Saison 2010 auf.

## Saison 2010

### Erfolge beim UCI World Calendar
Bei den Rennen des UCI World Calendar im Jahr 2010 gelangen dem Team nachstehende Erfolge.
| Datum   | Rennen                   | Kat. | Fahrer          |
| ------- | ------------------------ | ---- | --------------- |
| 21. Mai | 13. Etappe Giro d’Italia | HIS  | Manuel Belletti |

### Erfolge in der UCI Europe Tour
Bei den Rennen der UCI Europe Tour im Jahr 2010 gelangen dem Team nachstehende Erfolge.
| Datum         | Rennen                                             | Kat. | Sieger             |
| 2. April      | 2. Etappe Settimana Ciclistica Lombarda            | 2.1  | Mattia Gavazzi     |
| 23. April     | 4. Etappe Giro del Trentino                        | 2.1  | Domenico Pozzovivo |
| 19. Juni      | Gran Premio Nobili Rubinetterie – Coppa Papà Carlo | 1.1  | Gianluca Brambilla |
| 22. Juli      | 2. Etappe Brixia Tour                              | 2.1  | Domenico Pozzovivo |
| 24. Juli      | 4. Etappe Brixia Tour                              | 2.1  | Domenico Pozzovivo |
| 21.–25. Juli  | Gesamtwertung Brixia Tour                          | 2.1  | Domenico Pozzovivo |
| 19. August    | Coppa Bernocchi                                    | 1.1  | Manuel Belletti    |
| 15. September | 5. Etappe Tour of Britain                          | 2.1  | Marco Frapporti    |

### Zugänge – Abgänge
| Zugänge            | Team 2009                    | Abgänge              | Team 2010            |
| ------------------ | ---------------------------- | -------------------- | -------------------- |
| Manuel Belletti    | Serramenti PVC Diquigiovanni | Tiziano Dall’Antonia | Liquigas-Doimo       |
| Mattia Gavazzi     | Serramenti PVC Diquigiovanni | Mauro Finetto        | Liquigas-Doimo       |
| Gianluca Brambilla | Neoprofi                     | Fortunato Baliani    | Miche                |
| Alberto Contoli    | Neoprofi                     | Umberto Nardecchia   | Team Nippo           |
| Sacha Modolo       | Neoprofi                     | Guillermo Bongiorno  | Zheroquadro Radenska |
| Stefano Pirazzi    | Neoprofi                     | Mauro Richeze        | Rock Racing          |

### Mannschaft
| Name               | Geburtstag        | Nationalität |              |
| Manuel Belletti    | 14. Oktober 1985  | Italien      |              |
| Alessandro Bisolti | 7. März 1985      | Italien      |              |
| Gianluca Brambilla | 22. August 1987   | Italien      |              |
| Federico Canuti    | 30. August 1985   | Italien      |              |
| Alberto Contoli    | 21. Dezember 1987 | Italien      |              |
| Marco Frapporti    | 30. März 1985     | Italien      |              |
| Michele Gaia       | 27. August 1985   | Italien      |              |
| Mattia Gavazzi     | 14. Juni 1983     | Italien      |              |
| Alan Marangoni     | 16. Juli 1984     | Italien      |              |
| Sacha Modolo       | 19. Juni 1987     | Italien      |              |
| Marcello Pavarin   | 22. Oktober 1986  | Italien      |              |
| Stefano Pirazzi    | 11. März 1987     | Italien      |              |
| Domenico Pozzovivo | 30. November 1982 | Italien      |              |
| Filippo Savini     | 2. Mai 1985       | Italien      |              |
| Simone Stortoni    | 7. Juli 1985      | Italien      |              |
| Enrico Zen         | 2. Februar 1986   | Italien      |              |
| Stagiaires         | Stagiaires        | Nationalität | Nationalität |
| Sonny Colbrelli    | Sonny Colbrelli   | Italien      |              |
| Matteo Fedi        | Matteo Fedi       | Italien      |              |